# Bistam Jagir
Bistam Jagir (també Chakir o Jakir) fou un cap turcman de l'Azerbaidjan, fill del beg Jagir (o Chakir).
Des de 1386 els Jagirlu es van sotmetre a Tamerlà. No se sap en quin any va morir Jagir o Chakir, però quan això va passar el seu fill Bistam el va succeir. El 1404 Muhammad Umar va rebre l'anomenat Takhi-i-Hulagu i Bistam li va retre homenatge i va estar al seu servei. Però després de la mort de Tamerlà (febrer del 1405) no va tardar en revoltar-se. Muhammad Umar es va desplaçar a l'Awjan (a l'est de Tabriz) i es va dirigir a Sarai amb intenció de capturar a Bistam Jagir o Jagir, que havia estat al seu servei fins que es va revoltar. Bistam va obtenir l'aliança de Xaikh Ibrahim de Xirvan i mercès a la seva ajuda es va poder establir a Bardaa. Umar va reclamar a Ibrahim l'empresonament de Bistam però Ibrahim va respondre amb evasives que van irritar al príncep que va creuar l'Araxes i va acampar a un lloc anomenat Babi. Bistam, Xaikh Ibrahim i alguns aliats (el prínceps Karaman o Karamanlu de la Regió del Karabakh, i Sidi Ahmad Arlat de Xaki) es van retirar de Bardaa, van travessar el riu Kur i es van fer forts a l'altre costat del riu, esperant l'atac. Muhammad Umar es va acostar a la zona i durant una setmana els dos exercits es van vigilar un a l'altra.
Després de diverses lluites Muhammad Umar va acabar enderrocat pel seu germà Abu Bakr i va fugir cap a Hamadan on va fer aliança primer amb Pir Muhammad de Fars i després amb els germans d'aquest, Rustem d'Esfahan i Iskandar (que va rebre el govern de Yadz del seu germà gran). Abu Bakr al saber de l'aliança de Muhammad Umar amb els seus tres cosins, va marxar en persona cap al sud, deixant el govern de Tabriz en mans de Muhammad Dawati i Zain al-Din Kazwiní amb poques tropes. Aleshores Bistam Jagir es va presentar a Tabriz; al darrere seguien les tropes de Xaikh Ibrahim a uns dies de distància; el governador Muhammad Dawati, que no estava en capacitat militarment per resistir, li va enviar un delegat i es va acordar la rendició.
Bistam Jagir va entrar a Tabriz el 19 d'abril de 1406. Durant uns dies tot va anar be fins que Xaikh Ibrahim de Xirvan, que havia arribat i estava acampat a uns quilòmetres de la ciutat va començar a escoltar maledicències de Bistam. Xaikh Ibrahim finalment va fer arrestar a Mansur Jagir (el germà de Bistam) i al fill de Bistam. Aquest va reunir les seves forces i va sortir de Tabriz el 29 d'abril i es va dirigir a Sarai, emportant-se diversos presoners entre els quals Muhammad Dawati; va arribar a Muixkhin i va acampar al ilak de Feschar. Hi va haver alguna escaramussa amb la gent de Xaikh Ibrahim i aviat aquest va sortir cap a Tabriz; Bistam Jagir va acomiadar als tabrizis que anaven amb ell i es va dirigir a Ardebil. El 28 de maig Xaikh Ibrahim va entrar a la ciutat. Al cap d'uns dies va sortir i va acampar a l'Awjan. Allí va saber que el sultà jalayírida Ahmad ibn Uways anava cap a Tabriz i va manifestar que com que havia estat un fidel servidor d'aquesta dinastia i ara Tabriz estava sense amo, retornava al seu país i li deixava Tabriz. Va alliberar a Mansur Jagir i al fill de Bistam Jagir i els va enviar amb aquest i va retornar al Xirvanat. Ahmad va arribar a Tabriz vers el 10 de juliol sent molt ben acollir per la població. No va tardar a evacuar-la davant l'acomesa d'Abu Bakr, que havia retornat victoriós, i que no hi va entrar a causa d'una epidèmia de pesta. Bistam Jagir li va donar suport. Llavors Kara Yusuf dels kara koyunlu va enfrontar a les forces d'Abu Bakr al Nakhtxivan i les va derrotar i va ocupar Tabriz (1406).
El 1408 Abu Bakr va retornar a Tabriz. Els jagirlu li van donar suport (Bistam i els seus germans Mansur i Masum i el fill Akhi Farrukh) igual com un altre cap local, Husayn Sad (amb el seu germà Muhammad Sad). El 19 d'abril els dos exèrcits es van trobar en un lloc anomenat Sardrud, a 8 km al sud de Tabriz i la victòria fou per Kara Yusuf. Els jagirlu aleshores es van sotmetre a Kara Yusuf. Bistam fou nomenat amir al-umara de Kara Yusuf. Poc després a l'estiu va sortir d'Ardebil en una incursió cap a l'est, a Sultaniya. Va alliberar a Dervix Ahmad Atesji i el va enviar al governador de la ciutat, Dervix Kuscheji, amb diverses ofertes temptadores; però Kuscheji va refusar rendir la plaça i Bistam Jagir va iniciar el setge que va durar de meitat de juny de 1408 a meitat de juliol; el dijous 21 de juliol de 1408 Bistam va entrar a la ciutat. El seu germà Masum fou nomenat governador. Kara Yusuf va nomenar a Bistam governador de la província de l'Iraq Ajamita.
A començament del 1409 Bistam va deixar el govern de Sultaniya al seu jove i inexpert fill Baiazet Jagir i se'n va anar per donar suport al pretendent muzaffàrida Sultan al-Motasim. El 5 d'abril de 1409 fou saquejada Kazwin per Kiya Murad Talikani i Muzid Bekneh, però aquests amirs foren atacats per Bistam Jagir, que no estava molt lluny, i foren derrotats. Durant la primavera al-Motasim va arribar a Esfahan governada per Umar Xaikh ibn Pir Muhammad, que tenia al seu costat a l'amir Said Barles i l'amir Halbanxah que es van retirar en direcció a Yadz. Motasim va entrar a Esfahan. L'amir Xah, que governava Kaixan, d'acord amb el visir Khoja Ghiyath al-Din Sayyid Ahmad, va posar aquesta plaça en estat de defensa. Iskandar, assabentat per l'amir Fazel, es va dirigir contra Motasim, que havia obtingut molt de suport a Esfahan i Fars, i els dos exèrcits es van enfrontar a Ateixgah. Les tropes de Motasim van fugir sense lluitar; els generals que li van restar lleials van ser fets presoners; quan Motasim intentava entrar a Esfahan, com que era un home gros i pesat, va caure del cavall i un soldat el va decapitar. Malik Fakhr al-Din Muzaffar va morir igualment en el combat i amb això es van acabar les esperances muzaffàrides. Bistam Jagir que li donava suport, es va retirar cap a Yadz i d'alli fins a Sultaniya. Des que Bistam havia sortit de Sultaniya, els amirs del sultà jalayírida Ahmad ibn Uways pressionaven a aquest per atacar la ciutat, que consideraven que no seria defensada per Baiazet, encara menor d'edat, que probablement evacuaria la fortalesa en cas d'atac. El sultà ho va acceptar però quan va arribar a Hamadan, ja a l'estiu, va saber que Bistam Jagir ja havia abandonat Esfahan, derrotat, i que encara que havia aconseguit tornar a Sultaniya, el govern estava desorganitzat; Bistam havia nomenat governador de la ciutat al seu germà Masum i ell mateix s'havia dirigit al seu feu d'Ardebil. Ahmad es va establir als suburbis de Sultaniya i els comandants de les zones properes se li van sotmetre, especialment Abd al-Razzak que s'havia fet amb el control de Kazwin. Una negociació amb Masum no va tenir efecte i el sultà va decidir esperar tranquil·lament però a la tardor va haver de tornar apresuradament a Bagdad per l'intent de revolta del seu suposat fill Uways.
El 1411 o inicis de 1412 les relacions amb Kara Yusuf es van deteriorar. Diversos poders locals es van oposar als kara koyunlu. Ardebil fou assetjada per Kara Yusuf i defensada pels fills de Bistam. Les forces kara koyunlu al no poder entrar a Ardebil, van marxar a Sultaniya, on estava Bistam. A primers d'octubre de 1412 va arribar a Sultaniya que va ocupar; va enviar un missatge als fills de Jagir intimant-los a rendir-se però no va obtenir resposta, i furiós, es va dedicar a destruir els edificis de Sultaniya. El 4 de novembre de 1412 va deixar la ciutat i va tornar cap a Tabriz, i Bistam hi va tornar. A la primavera del 1413 Kara Yusuf va fer presoner a Muhammad ibn Mansur, nebot de Bistam i probablement fou aleshores quan va ocupar Ardebil. Després d'un cert temps, potser breu de poc mes d'un mes, Kara Yusuf i Muhammad ibn Mansur van arribar a un acord i fou alliberat rebent en feu els territoris de Ardebil i Khalkhal. A l'estiu va entrar a les províncies de Kazwin i Sultaniya que foren lliurades a la devastació absoluta. Mentre es feia això, Kara Yusuf va saber que Muhammad ibn Mansur s'havia tornat a revoltar i donava suport al seu oncle Bistam de Sultaniya. El 8 d'agost de 1413 Kara Yusuf va fer arrestar a Khoja Jamal al-Din Safawí al que va tancar a la fortalesa de Farrukh no gaire lluny d'Ardebil.
El 14 d'abril de 1414 Xah Rukh va sortir del seu kixlak de Mazanderan i es va dirigir a Rayy, via Damghan. Bistam Jagir li va escriure des de Sultaniya i es va posar a les seves ordres. Xah Rukh va rebre la comunicació amb satisfacció però va suggerir enviar com a ostatge al fill o al germà. Mentre Xah Rukh assetjava Esfahan, els amirs Xaikh Derdi i Baiazet Jagir, fills de Bistam Jagir, van arribar procedents un de Xahriyar i l'altra de Sultaniya, i es van presentar a la cort on foren molt ben acollits.
Xah Rukh va retornar a Herat el 16 d'octubre de 1414 i allí van anar a homenatjar-lo diversos amirs entre els quals el més destacat fou Bistam Jagir, que tenia el seu ilak (campament d'estiu) a Sultaniya) i el seu kixlak (campament d'hivern) a Ardebil.
Quan Kara Yusuf va amenaçar Sultaniya (1415), Bistam Jagir va deixar al seu fill al front de la ciutat i es va retirar a Qom, amb el príncep Sad Vaccas (Saad Wakas). Aquest ho va considerar una traïció i el va fer detenir i va demanar instruccions a Xah Rukh. Aquest va ordenar l'alliberament de Bistam, ordre que va portar un tavachi anomenat Ardexir. Sad Vaccas i diversos consellers van encaixar malament aquesta desautorització. El príncep va sortir de Qom amb el seu presoner i 300 homes i es va dirigir al camp de Kara Yusuf. El seu ogrok o campament de Qom va quedar sota el comandament de Kotluk Khoja.
Sad Vaccas fou molt ben rebut per Kara Yusuf que esperava aprofitar-se del príncep per conquerir l'Iraq Ajamita. Bistam fou alliberat i va rebre distincions. Sad Vaccas va demanar asil a Kara Yusuf i aquest va enviar a Qom a Akhi Fereji, fill de Bistam, per portar a les esposes del príncep. Una vegada a Qom, la princesa Agha Beghi, filla de Miran Xah i esposa principal de Sad Vaccas, va considerar que les esposes no havien d'anar amb els turcmans i va armar als servidors i quan Akhi Feriji i els seus homes van arribar, els van atacar i els van massacrar així com a Timur Xaikh, Kotluk Khoja i Xaikh Ali Zendeh considerats els instigadors de la defecció del príncep. Els seus caps foren enviats a l'emperador junt amb un relat dels fets. Xah Rukh va dir que si les dones actuessin totes així serien superiors als homes. El 1415 l'amir Masum, germà de Bistam, va venir des de Ardebil informant que Kara Yusuf estava prop de Tabriz però posteriorment Bistam va passar clarament al servei de Kara Yusuf. El 1420 encara hi havia alguns membres de la tribu lleials a Xah Rukh però els timúrides ja els consideraven sotmesos als Kara Koyunlu si bé Masum encara restava fidel el 1419.
No s'esmenta la mort de Bistam Jagir, sent la darrera vegada que es anomenat el 1419.